# Körbitz (Niederer Fläming)
Körbitz ist ein Ortsteil der Gemeinde Niederer Fläming im Süden des Landkreises Teltow-Fläming in Brandenburg. Der Ort gehört dem Amt Dahme/Mark an und war bis zum 31. Dezember 1997 ein Ortsteil von Welsickendorf.

## Lage
Körbitz liegt im Westen der Gemeinde Niederer Fläming und ist Teil des Fläming. Die Stadt Jüterbog ist zwölf Kilometer entfernt. Die Gemarkung von Körbitz grenzt im Norden an Langenlipsdorf, einen Ortsteil der Gemeinde Niedergörsdorf, im Osten an Welsickendorf, im Süden an den Ortsteil Linda (Elster) der Stadt Jessen (Elster) in Sachsen-Anhalt im Süden sowie an Zellendorf, wiederum ein Ortsteil von Niedergörsdorf, im Westen. Die Wohnbebauung konzentriert sich um den historischen Dorfanger, der sich in Nord-Süd-Richtung erstreckt. Um ihn herum befindet sich ein Meliorationsgraben, der jedoch keinen Abfluss besitzt. Die übrigen Flächen werden vorzugsweise landwirtschaftlich genutzt.
Durch den Nordteil von Körbitz führt die Kreisstraße 7209. Die Landesstraße 715 liegt drei Kilometer westlich, die Bundesstraße 101 (Jüterbog–Herzberg) zwei Kilometer östlich des Ortes. Der nächste Bahnhof befindet sich in Zellendorf an der Bahnstrecke Jüterbog–Riesa.

## Geschichte und Etymologie

### 12. bis 15. Jahrhundert
Erstmals erwähnt wurde Körbitz im Jahr 1186, nach anderen Quellen im Jahr 1221, mit der Schreibweise Caruwiz. Die heutige Schreibweise wird seit dem Jahr 1648 verwendet. Sie hatte sich von Katwitz im Jahr 1307 zu Kerwicz im Jahr 1388 und Kerwitz im Jahr 1534 verändert. Der Ortsname ist vom sorbischen „krowa“ abgeleitet und bedeutet „Kuh“. Das Straßendorf war ursprünglich eine wendische Ortsgründung. Körbitz war ursprünglich im Besitz des Klosters Nienburg, bevor im Jahr 1225 de villa Carwitz vom Kloster Zinna gekauft wurde und als solches zum Herzogtum Magdeburg gehörte. Als Lehnsherr erschienen in dieser Zeit bis 1205/1221 die von Lindow, anschließend bis 1307 das Kloster Zinna und von 1307 bis 1388 die Herren von der Dahme. Diese hatten bereits schon 1368 einen verlehnten und unverlehnten Besitz in Körbitz; andererseits war auch schon ein Anteil der Vogtei bzw. des Amtes Jüterbog nachweisbar. Das Dorf sowie die Ober- und Untergerichtsbarkeit ging anschließend im Jahr 1390 an die Herren von der Dahme und von dort 1405 an das Amt Jüterbog, die es bis 1447 verwalteten. Bis nach 1493 sind die Familie Stotz nachgewiesen (siehe auch zweiter Anteil), bevor von 1509 bis 1817 erneut das Amt Jüterbog das Dorf übernahm. Die von Stotz hielten neben der Gerichtsbarkeit auch Hebungen von sieben Einwohnern. Der Schulze gab dabei 6 Scheffel Roggen, 6 Scheffel Hafer und Geld. Drei Einwohner gaben je 6 Scheffel Roggen, 6 Scheffel Hafer und Geld, ein Einwohner gab 2 Scheffel Roggen, 2 Scheffel Hafer und Geld, während zwei nur Geld gaben (1447). Der Stotzsche Anteil lag bis 1509 beim Jüterboger Geleitsmann Meineke. Dies betraf aber nur Hebungen (14 Scheffel Roggen, 14 Scheffel Hafer und Geld, 1493) und ging von 1509 bis 1611 an die Familie Jungermann, ein Bürger aus Jüterbog. Dieser zweite Anteil wurde anschließend geteilt: Die Hebungen aus dem Hafer (1615) lagen von 1611 bis 1658 bei der Familie von Hagen und gingen anschließend an den Landesherren bzw. das Amt. Die Hebungen aus dem Roggen und Geld bezog von 1611 bis 1613 die Familie Jungermann und ging anschließend für zwei Jahre in den Besitz des Administrators. Von dort gingen sie von 1615 bis 1654 an die Familie von Löben, danach an den kurfürstlich-brandenburgischen Hof- und Konsistorialrat Reinhardt und Erben, die es bis 1769 hielten. Ein dritter Anteil über die Hebungen von vier Hufen (zusammen 2 Wispel Roggen und 2 Wispel Hafer, 1368) lagen vor 1386 bei der Familie von Leipzig(er). Ein vierter Anteil lag vor 1368 bei der Familie Mortitz, die Geldhebungen und den dritten Anteil des Guts von Körbitz besaßen (1368). Auch dieser Anteil, fiel wie alle weiteren, an den Landesherren bzw. das Amt. Ein fünfter Anteil lag vor 1368 bis nach 1383 bei der Familie Poch(Pach), die Hebungen aus einer Hufe erhielten (1⁄2 Wispel Roggen und 1⁄2 Wispel Hafer, 1368). Ein sechster Anteil war von vor 1386 bis nach 1414 im Besitz des Bürgers Römer aus Jüterbog, teilweise als Afterlehen der Herren von der Dahme. Der Anteil kam im Jahr 1447 bis 1484 an die Familie von Staupitz, für drei Jahre in den Besitz der Familie von Schlieben über Geldhebungen (1386) bzw. Geldhebungen und Hebungen von drei kleinen Hufen, bei denen es sich eventuell um die wüste Feldmark Beiersdorf gehandelt haben könnte. Die Erträge belieben sich zusammen auf 13 1⁄2 Scheffel Roggen, 13 1⁄2 Scheffel Hafer und Geld bzw. Hebungen von zwei Hufen (jede gab 12 Scheffel Roggen, 12 Scheffel Hafer und Geld) sowie drei kleinen Hufen (jede gab 3 Scheffel Roggen und 3 Scheffel Hafer, 1447). Ein Teil hiervon wurde neu verlehnt. Die Hebungen aus einer Dorfhufe mit 6 Scheffel Roggen und 6 Scheffel Hafer (1487) lag von 1487 bis 1598 an den Barbier Rahn und seine Erben, Bürger aus Calbe (Saale), der im Jahr 1598 vom Magister Moritz, einem Richter aus Jüterbog bzw. dessen Erben bis 1641 übernommen wurde. Anschließend hielt der Rittmeister Junack und seine Erben den Anteil bis 1708, der bis 1742 bei der Familie Wollersheim und von 1742 bis 1759 bei der Familie Flemming lag. Ein siebter Anteil lag vor 1383 bis nach 1399 beim Bürger von Brietzen aus Jüterbog und bestand aus den Hebungen aus einer Hufe, die 25 Scheffel Hafer, Gerste und Weizen ergaben (1383). Der achte Anteil war vor 1383 im Besitz des Bürgers Künecke aus Jüterbog und bestand aus Hebungen von einer Hufe, die 7 Scheffel Roggen, 8 Scheffel Hafer und 4 Scheffel Gerste beliefen. Der Bürger Schütze aus Jüterbog besaß vor 1383 bis nach 1389 einen achten Anteil. Er bestand aus Hebungen (1⁄2 Wispel Roggen, 8 Scheffel Hafer, 4 Scheffel Gerste, 1383) bzw. Pacht und Schoß von zwei Hufen (1389). Der zehnte Anteil in Höhe von vier Hufen lag bis 1389 bei den Ottersleben und kam im genannten Jahr an die von Richenheim. Der elfte Anteil lag von 1454 bis 1504 beim Bürger Brambalg aus Wittenberg und kam bis 1515 an den Ritter von Stein. Von dort ging er von 1515 bis 1527 an die Familie von Pack, anschließend von 1527 bis 1558 an den Bürger Freudemann aus Jüterbog sowie von 1558 bis nach 1699 an die von Schönermark. Es handelte sich dabei um Hebungen aus einem Hof mit zwei Hufen, die 1 Wispel halb Roggen, halb Hafer gaben (1454, 1515). Der zwölfte Anteil lag vor(?) 1466 beim Bürger Felgentreu aus Jüterbog und kam 1482 bis nach 1487 an den Kanzleischreiber Freudemann. Es handelte sich um Hebungen aus einer Hufe, die 6 Scheffel Roggen und 6 Scheffel Hafer betrugen (1466). Der 13. Anteil lag vor(?) 1466 bis 1478 bei einem Herrn Grosse und kam anschließend an die Familie von Schleinitz. Es handelte sich um Hebungen, die 8 Scheffel Roggen und 8 Scheffel Hafer betrugen (1466). Den 14. Anteil besaß vor(?) 1466 bis 1655 der Bürger Heinrichsdorf aus Treuenbrietzen und kam 1655 an den Rittmeister Junack und seine Erben. Sie gaben ihn 1691 an die Wollersheim weiter; von dort kam er bis nach 1813 zur Familie Flemming. Es waren Hebungen aus zwei Hufen, die jede 3 Scheffel Roggen und 3 Scheffel Hafer betrugen. Der 15. Anteil lag von 1467 bis 1482 beim Bürger Künecke aus Jüterbog und kam von 1482 bis 1515 an den Bürger Heintz aus Jüterbog. Anschließend übernahmen von 1514 bis 1534 die Familie Öhna den Anteil, der anschließend bis nach 1546 zur Familie Brand kam. Es handelte sich dabei um Hebungen aus einer Hufe, die je 6 Scheffel Roggen und Hafer gaben. Der 16. Anteil war bis 1467 im Besitz der Familie Molrendorf und kam von 1467 bis 1470 zur Familie Puntzel. Anschließend übernahm der Bürger Wilmersdorf bzw. dessen Erben den Anteil bis 1858. Es handelte sich um Hebungen aus dem Gericht, die sich auf 4 Malter Korn, halb Roggen, halb Hafer und den Fleischzehnten (1467) bzw. Hebungen aus zwei Hufen auf dem Gericht und zwei Hufen bei den Bauern beliefen. Diese gaben jede 6 Scheffel Roggen, 6 Scheffel Hafer und den Fleischzehnten (1478) bzw. noch 12 Scheffel Roggen und 12 Scheffel Hafer (1848). Den 17. Anteil besaß bis 1491 der Diener Prötling, der ihn an den Kanzleischreiber Freudemann weitergab, der wiederum ihn bis vor 1524 hielt. Es handelte sich um Hebungen aus einer Dorfhufe, die 6 Scheffel Roggen und 6 Scheffel Hafer gaben sowie Hebungen aus zwei kleinen Hufen, die vermutlich die wüste Feldmark Beiersdorf betrafen. Von diesen beiden Hufen gab jede 3 Scheffel Roggen und 3 Scheffel Hafer (1491). Der 18. Anteil lag von 1504 bis 1538 bei der Familie von Rautschütz und lag von 1538 bis 1687 bei der Familie von Klitzing bzw. seit 1647 von den Schwestern von Klitzing. Er kam 1687 bis nach 1689 an die von Lüttichau und belief sich aus Hebungen aus zwei Hufen, die zusammen 1 Wispel halb Roggen, halb Hafer gaben (1504). In dieser Zeit erschien das Dorf (villa) im Jahr 1221 mit einer Größe von 25 Hufen; ebenso erschien das Dorf in den Jahren 1368 und 1386 (auch 1388). Im 13. Jahrhundert entstand im Dorfzentrum eine Feldsteinkirche. 1494 musste das Kloster den Ort an das Amt Jüterbog abtreten.

### 16. Jahrhundert
Die Bewohner zahlten um 1500 insgesamt 1⁄2 Schock 29 Groschen (gr) zur Anlage. Im Jahr 1516 waren es 12 Rheinische Gulden (fl) zur Steuer; 1534 waren es 13 fl 20 gr 10 Pfennig (d) zum 50. Pfennig. Im Jahr 1547 wurde das Dorf von den Spaniern im Schmalkaldischen Krieg niedergebrannt. Im Jahr 1562 besaß der Pfarrer zwei Hufen. Er erhielt außerdem die 30. Mandel vom Getreidezehnten, den 3. Teil vom Fleischzehnten, zwei Hühner und den Fleischzehnten vom Pfarrhof. Die Kirche besaß einen Hof von zwei Gehren, der mit 2 Scheffel Roggen besät wurde. Vier weitere Gehren waren offenbar nur von geringer Qualität und wurden um sechs und neun Jahre besät. Die Kirche erhielt weiterhin 2 Scheffel Roggen und 2 Scheffel Hafer von einem Bauer sowie zwei Scheffel Roggen und den Fleischzehnten aus der Mühle. Der Küster erhielt von der Gemeinde 13 1⁄2 Scheffel Roggen sowie 16 Brote. Bei einer Visitation im Jahr 1584 wurden 18 Hauswirte festgestellt. Sie zahlten 7 Taler 21 gr zum 70. Pfennig (1586).

### 17. Jahrhundert
Bei einer weiteren Visitation um 1600 lebten in Körbitz erneut 18 Hauswirte. Eine Statistik aus dem Jahr 1606 zählte für das Dorf 13 Bauern und fünf Kossäten; 1609 waren es 17 Untertanen. Um 1625 lebten im Dorf neun Hufner, sechs Halbspänner und zwei Kossäten. Im Dreißigjährigen Krieg wurde Körbitz schwer verwüstet Von den 13 Hufnerhöfen lagen im Jahr 1638 insgesamt vier wüst. Ein Hufner war weggezogen, ein Hufner krank. Von den fünf Kossätenhöfen lagen drei wüst. Im Jahr 1648 gab es den Dorfschulzen mit dem Lehngut und zwei freien Lehn- sowie drei Pachthufen. Es gab zwei Vierhufner, einen Dreieinhalbhufner, vier Dreihufner (davon zwei wüst), einen Zweieinhalbhufner (wüst), drei Zweihufnerhöfe (davon zwei wüst), einen Einhufner, vier Kossäten (davon einer wüst) sowie eine wüste Häuslerstelle. Bis 1658 war die im Krieg zerstörte Mühle wieder aufgebaut und vom Schulzengut aufgekauft. Im Jahr 1661 hatte der Lehnschulze zwei freie Lehnhufen, drei Pachthufen (zwei Dorfhufen sowie eine wüste Hufe zu Beiersdorf) und eine weitere Hufe. Es gab weiterhin zwei Vierdorfhufner (jeder mit einer wüsten Hufe zu Beiersdorf), vier Zweidorfhufner (eine wüst, einer hatte drei wüste Hufen, zwei hatten jeder zwei wüste Hufen in Beiersdorf) sowie drei Eindorfhufner (einer wüst, einer hat vier wüste Hufen, zwei hatten je zwei wüste Hufen in Beiersdorf). Ein Bauer besaß fünf wüste Hufen, ein weiter Bauer vier wüste Hufen; außerdem gab es ein wüstes Bauerngut mit drei wüsten Hufen zu Baiersdorf. Von den drei Kossätenhöfen lag einer wüst. Körbitz bestand zu dieser Zeit aus 24 Dorfhufen und 30 wüsten Hufen zu Beiersdorf. Im Jahr 1664 gab es das Lehnschulzengut, neun Vollspänner, ein Dienstkossäten, einen dienstbaren Halbkossäten sowie einen freien Büdner. Drei Vollspänner lagen nach wie vor wüst; es gab drei dienstbare Kossätenhöfe. In Summe lebten in Körbitz 19 Einwohner. Eine Statistik aus dem Jahr 1699 führte 13 Bauern (davon vier wüst): Einen Sechshufner (den Schulzen), fünf Fünfhufner (davon einer wüst), drei Vierhufner, zwei Dreihufner (einer wüst), zwei Zweihufner (einer wüst) sowie drei wüste Kossätenhöfe. Von 59 Hufen waren 39 gangbar, zwölf lagen wüst und zwei frei.

### 18. Jahrhundert
Zum Beginn des neuen Jahrhunderts gab es sechs Fünfhufnerhöfe (darunter auch den Lehnschulzen), drei Vierhufnerhöfe, drei Dreihufnerhöfe (einer besaß auch die Windmühle), einen Zweihufnerhof und einen Kossätenhof. Dieser brachte 3 Scheffel Aussaat aus. Es gab weiterhin einen Kossätenhof mit 1 1⁄2 Scheffel Aussaat, einen Kossätenhof zu 1 Scheffel Aussaat, 1⁄2 Kossätenhof zu 2 1⁄2 Metzen Aussaat sowie einen weiteren halben Kossätenhof. Eine Statistik aus dem Jahr 1714 führte für Körbitz den Landgerichtsschöppen, den Lehnschulzen, vier Gerichtsschöppen, acht Hufner sowie sechs Kossäten und Häusler auf. Körbitz bestand im Jahr 1721 aus 20 Mann: ein Lehnschulze, zwölf Bauern oder Anspänner und fünf Kossäten und Häusler. Der Lehngerichtsschulze besaß zwei freie Lehn- und drei Pachthufen. Es gab fünf Fünfhufner, drei Vierhufner und drei Dreihufner (davon einer mit Windmühle); außerdem gab es einen Zweihufnerhof. Ein Kossät hatte einen Hof zu 4 Scheffel Aussaat, ein Stück Acker, der Papenblock genannt wurde und auf dem 12 Metzen ausgesät wurden. Außerdem hatte er einen Stück Acker zu einer Scheffel Aussaat. Ein weiterer Kossät hatte einen Hof mit 3 Scheffel Aussaat, ein anderer einen Hof mit 2 1⁄2 Scheffel Aussaat; ein weiterer Kossät hatte ein Haus nebst Raum zu etwa einer Metze Aussaat. Ein Halbkossät hatte einen Hof zu 1 3⁄4 Scheffel Aussaat. Außerdem lebten im Dorf zwei Häusler (davon einer mit Raum zu 1 1⁄2 Scheffel Aussaat). Es gab ein gemeinsam genutztes Schmiedehaus, ein gemeinsam genutztes Hirtenhaus mit Garten zu 3 Scheffel Aussaat. Im Jahr 1746 lebten im Dorf 13 Hufner (darunter der Schulze), vier Kossäten und drei Häusler. Das Dorf war 54 Hufen groß; hinzu kamen zwei Pfarrhufen (1747). Die Einwohner betrieben im Jahr 1760 insgesamt 20 Feuerstellen. Ausweislich einer weiteren Statistik lebten im Jahr 1777 im Dorf neun Hufner und Vollspänner, vier Halbspänner, ein Mittelkossät, drei Halbkossäten und drei Häusler. Es gab 20 angesessene Einwohner sowie zwei unbewohnte bzw. publike Häuser, ein gemeinsam genutztes Hirtenhaus sowie eine Schmiede.

### 19. Jahrhundert
Bis 1800 war Körbitz auf 23 Anspänner, vier Kossäten und drei Häusler angewachsen, die 40 Pferde, 38 Kühe und 460 Schafe hielten. Der Schulze beschäftigte einen Knecht und eine Magd und hatte einen Sohn. Es gab einen Schullehrer, acht Hufner, vier Halbhufner und fünf Häusler. Außerdem lebte im Dorf ein Stellmacher, ein Kossät und Windmüller mit seinem Vater (1812). Nach dem Wiener Kongress wurde das Amt Jüterbog aufgelöst, nachdem es zuvor Teil des Königreichs Preußen geworden war. In Körbitz lebten nun 22 Eigentümer, Erbpächter und Erbzinsleute auf 54 Hufen (1817). Bis 1837 hatte sich ein Grobschmiedemeister dauerhaft im Ort niedergelassen. Das Dorf war auf 24 Wohnhäuser angewachsen; es gab zehn männliche und sechs weibliche Dienstboten (1837). Im Jahr 1840 wurde lediglich von einem Schmied und einem Schneider berichtet. Es gab außerdem eine Ziegelei mit zwei Morgen Fläche, in der eine Feuerstelle von fünf Personen (= Haushalt) betrieben wurde (1855). Das Dorf war im Jahr 1858 2326 Morgen groß: 40 Mg Gehöfte, 18 Mg Gartenland, 2236 Morgen Acker und 32 Morgen Wiese (1848). Dort standen drei öffentliche, 27 Wohn- und 44 Wirtschaftsgebäude (darunter eine Ziegelei und eine Getreidemühle) sowie in einem Abbau eine weitere Ziegelei.

### 20. Jahrhundert
Zur Jahrhundertwende war Körbitz 865,6 Hektar groß und bestand aus 39 Häusern. Das Dorf wurde 1931 Landgemeinde mit 37 Wohnhäusern mit 40 Haushaltungen. Es gab 14 land- und forstwirtschaftliche Betriebe, die zwischen 20 und 100 Hektar groß waren, Weitere elf Betriebe waren zwischen 10 und 20 Hektar, zwei zwischen 5 und 10 Hektar sowie 5 zwischen 0,5 und 5 Hektar groß (1939).
Nach dem Zweiten Weltkrieg wurden 16,1 Hektar enteignet: 15,9 Hektar Acker und 0,9 Hektar Wege und Ödland. Davon gingen 9,5 Hektar an drei landlose Bauern und Landarbeiter, 6,4 Hektar an zwei landarme Bauern und 0,2 Hektar an die Gemeinde. Körbitz bestand zu dieser Zeit aus der Gemeinde mit dem Wohnplatz Ziegelei. Bis 1952 lag Körbitz im Landkreis Luckenwalde (bis 1946 Landkreis Jüterbog-Luckenwalde), nach der DDR-Kreisreform gehörte die Gemeinde zum Kreis Jüterbog im Bezirk Potsdam. Im Jahr 1957 gründete sich eine LPG Typ I mit 10 Mitgliedern und 72 Hektar landwirtschaftlicher Nutzfläche, die zwei Jahre später an die LPG Typ III Welsickendorf angeschlossen wurde. Am 1. April 1974 wurde Körbitz nach Welsickendorf eingemeindet. Im Jahr 1983 bestand im Dorf die LPG Welsickendorf Abteilung Körbitz.
Nach der Wende und der brandenburgischen Kreisreform 1993 lag Körbitz im Landkreis Teltow-Fläming. Die Gemeinde Welsickendorf schloss sich am 31. Dezember 1997 mit 13 weiteren Gemeinden zu der Gemeinde Niederer Fläming zusammen und wurde aufgelöst.

## Sehenswürdigkeiten

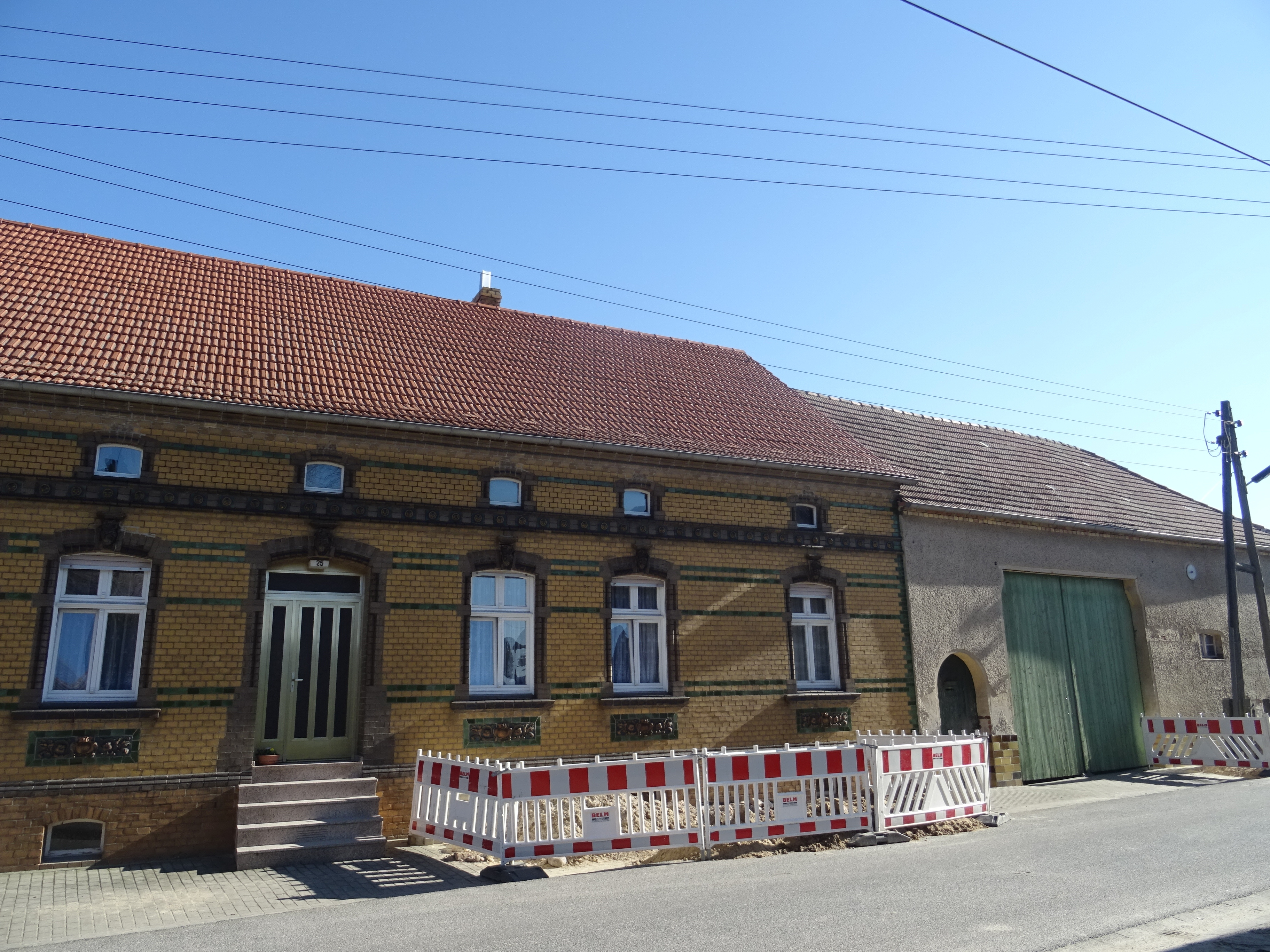
Denkmalgeschütztes Gehöft in der Dorfstraße 25

- Die Dorfkirche Körbitz ist ein romanischer Feldsteinsaalbau aus dem 13. Jahrhundert. Der Westturm wurde erst später ergänzt, worauf sein spätgotischer, nicht zur Bauzeit der Kirche passender Stil hindeutet. Ende des 19. Jahrhunderts wurde die Kirche restauriert, dabei wurden die Fenster vergrößert und der Eingang an der Südseite zugemauert.[4] Eine weitere Restaurierung erfolgte 1984.[3] In der Kirche befindet sich ein Kanzelaltar aus dem frühen 18. Jahrhundert.
- Am Ort führt die Fläming-Skate vorbei.

## Einwohnerentwicklung
| Jahr      | 1875 | 1890 | 1910 | 1925 | 1939 | 1946 | 1950 | 1964 | 1971 |
| Einwohner | 200  | 188  | 218  | 184  | 195  | 252  | 250  | 171  | 174  |

Gebietsstand des jeweiligen Jahres

## Sohn des Ortes
- Wolfram Schubert (* 1926), Maler, Grafiker und Hochschullehrer